# 4406 Mahler
För andra betydelser, se Mahler (olika betydelser).
4406 Mahler eller 1987 YD1 är en asteroid i huvudbältet som upptäcktes den 22 december 1987 av den tyske astronomen Freimut Börngen vid Tautenburg-observatoriet. Den är uppkallad efter den österrikiske kompositören Gustav Mahler.
Asteroiden har en diameter på ungefär 13 kilometer och den tillhör asteroidgruppen Themis.